# Carl Weber
Carl Adolph Weber, född 19 november 1861 i Stockholm, död 19 juli 1911 i Vichy, Frankrike, var en svensk bankir.
Carl Weber var son till grosshandlaren Carl Fredric Weber och Johanna Mathilda Weylandt. Han avlade mogenhetsexamen 1880 i Stockholm, genomgick sedan handelsinstitutet i Dresden och ägnade sig efter hemkomsten därifrån åt bankirverksamhet. Då hans morbror konsul L. Weylandt dog, övertog han dennes bankirfirma. Weber blev snart känd som en framstående finansman. Han tillhörde Stockholms inteckningsgarantiaktiebolags styrelse 1898–1901 och var senare bland annat styrelseledamot i Trafikaktiebolag Grängesberg-Oxelösund, Hudiksvalls Trävaruaktiebolag, Bergsverksaktiebolaget Vulcanus, Nässjö-Oskarshamns järnvägsaktiebolag, Livförsäkringsbolaget Thule med flera. Sin mest betydande insats kom dock Weber att göra i riksbanken. Han valdes 1901 av riksdagen till riksbanksfullmäktig, tjänstgjorde 1901–1907, som vikarierande deputerad för avdelningskontoren samt avgick 1911 som bankofullmäktig, då han invalts i Stockholms handelsbanks styrelse. Det var främst Webers förtjänst att riksbanken omorganiserades till ett modernt bankinstitut. Dessutom lyckades han för riksbankens räkning knyta en rad utländska finansiella förbindelser, till och med i USA, som han besökte strax efter sitt inval i riksbankens styrelse. Vid sin död efterlämnade Weber en förmögenhet på två miljoner kronor, varav stora donationer utgick till allmännyttiga ändamål, bland annat till Nationalmuseum och Konstakademien.